# Kensington y Chelsea
Kensington y Chelsea (en inglés, Royal Borough of Kensington and Chelsea, a menudo abreviado como RBKC) es un municipio (borough) del Gran Londres situado al oeste de la Ciudad de Westminster, al sur de Hyde Park y Mayfair y al norte del río Támesis, y al este de Hammersmith y Fulham. Tiene el estatus de municipio real (Royal Borough).

## Historia
Este municipio es el resultado de la fusión, en 1965, de los antiguos municipios de Kensington y Chelsea. Tan solo Kensington tenía la categoría de municipio real (en inglés, royal borough), y por lo tanto Chelsea heredó la condición de su municipio hermanado. El nuevo municipio fue originalmente llamado sólo "Kensington" – la inclusión de Chelsea fue apoyada localmente.
En el momento de su unión, Kensington era una de las zonas más caras de Londres para vivir. Chelsea, por el contrario, era una zona bohemia y artística (cuna del movimiento Swing londinense de los años 60). Hoy en día, esta diferencia se ha hecho inapreciable, y ambas zonas son la residencia de muchos de los habitantes más ricos y distinguidos de la capital británica.

## Geografía
El municipio de Kensington y Chelsea se configura como un área eminentemente urbana. Es el municipio más pequeño de Londres y el segundo de los distritos más pequeños de Inglaterra. Esta zona urbana es una de las más densamente pobladas del Reino Unido, justo por detrás del cercano Islington. Según el censo de 2001, este municipio era la autoridad local más densamente poblada de todo el Reino Unido, 13.244 habitantes por kilómetro cuadrado, con una población de 158.919 habitantes en un área aproximada de 12 kilómetros cuadrados. A pesar de esta densidad, la zona tiene multitud de parques y arboledas, y la altura de las casas no suele ser elevada, por lo que la sensación de bullicio es limitada.
Contiene los principales museos y universidades en "Albertopolis", grandes almacenes como Harrods, Peter Jones y Harvey Nichols y embajadas en Belgravia, Knightsbridge y Kensington Gardens. Aquí se celebra el carnaval de Notting Hill, el más grande de Europa. Contiene buena parte de los distritos residenciales más caros de Londres e incluso del mundo, así como barrios con altos niveles de viviendas sociales y pobreza.
La autoridad local es Kensington and Chelsea London Borough Council. El lema del municipio es Quam Bonum in Unum Habitare, que puede traducirse como "Qué bien vivimos unidos".

## Puntos de interés

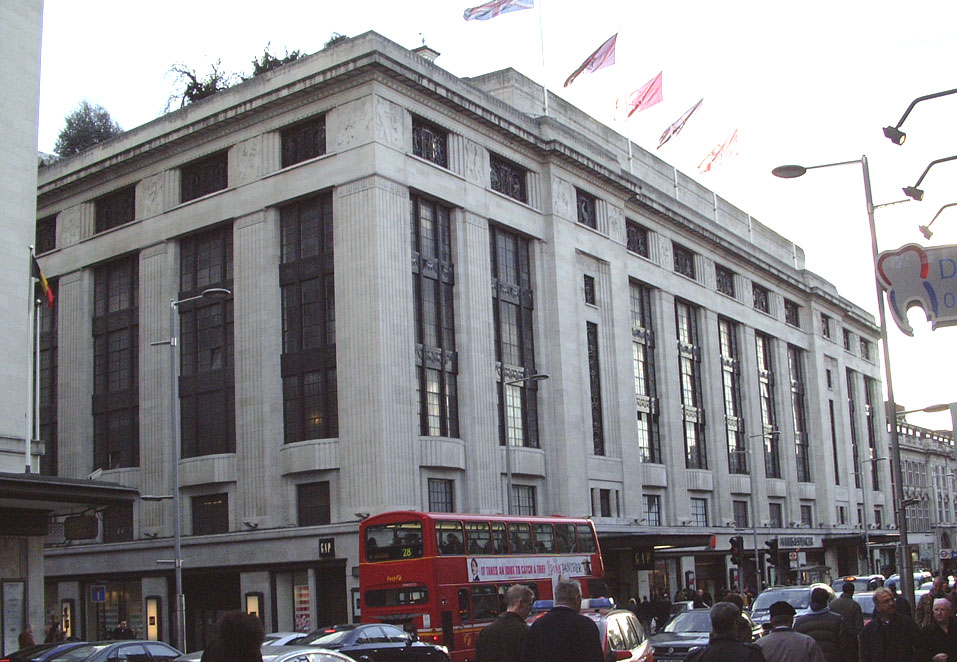
El edificio Derry and Toms en Kensington High street. En el techo se pueden apreciar los famosos Kensington Roof Gardens.

El municipio tiene una configuración eminentemente residencial, con un entorno tranquilo y cuajado de zonas verdes. Los pequeños y coquetos parques de Londres, de fama mundial, dan carácter a las plazas de Kensington y Chelsea. El mayor parque de Londres, Hyde Park, limita por el norte con el municipio.
Esto no es óbice para que en el municipio haya multitud de puntos de gran interés. Entre todos ellos destaca Harrods, los grandes almacenes de fama mundial, que fueron propiedad del millonario egipcio Mohamed Al Fayed. El 8 de marzo de 2010, Al Fayed vendió los almacenes a la familia real de Catar, actuales propietarios del negocio. 
El Royal Albert Hall está situado en South Kensington, al borde de Hyde Park. Próximo a este teatro se sitúa el Albert Memorial.
Existen multitud de museos en la zona, destacando el Victoria and Albert Museum y el Museo de Historia Natural de Londres, junto con la Turner House, en Chelsea.

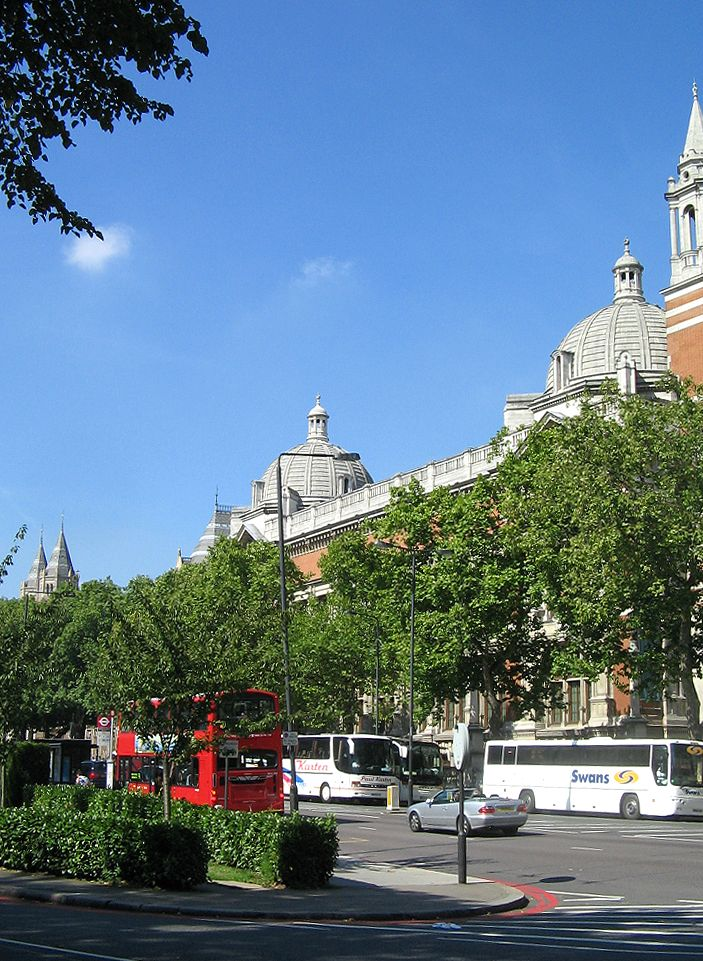
La calle Cromwell, una de las vías principales en South Kensington. Todo el municipio se caracteriza por ser uno de los más verdes de la capital. La mayor parte de las calles están dotadas de un abundante y hermoso arbolado.

Sin ser una zona comercial, en Kensington y Chelsea se pueden encontrar gran cantidad de tiendas (los precios varían, aunque suelen ser elevados), destacando calles como Sloane Street, King's Road o Kensington High Street.
Una curiosidad de Kensington son los Kensington Roof Gardens (o simplemente Roof Gardens, literalmente "jardines en el techo") que se sitúan sobre el edificio Derry and Toms en Kensington High Street. Su jardín de estilo árabe, su jardín estilo Tudor y su jardín clásico inglés hacen de este enclave un destino singular y bellísimo.

## Distritos
- Belgravia
- Brompton
- Chelsea
- Earl's Court
- Holland Park
- Kensington
- North Kensington
- Notting Hill
- South Kensington
- Kensington High Street
- West Brompton
- West Kensington

## Ciudad hermana
- Cannes, Francia